# Oláhpéterlaka
Oláhpéterlaka (románul: Petrilaca), falu Romániában, Maros megyében.

## Története
Kutyfalva község része. A trianoni békeszerződésig Kolozs vármegye Tekei járásához tartozott.

## Népessége
2002-ben 660 lakosa volt, ebből 529 román, 127 cigány és 4 magyar nemzetiségű.

## Vallások
A falu lakói közül 602-an ortodox, 2-en görögkatolikus, 49-en pünkösdista hitűek és 2 fő református, illetve 1 fő római katolikus.